# Лохов, Георгий Михайлович
Георгий Михайлович Лохов (23 января 1945, Омск — 2009, Москва) — российский учёный в области вычислительной математики и баллистики, доктор технических наук, профессор, лауреат премии Совета Министров СССР (1987).

## Биография
Родился 23 января 1945 в Омске в семье военнослужащего.
Окончил МФТИ и его аспирантуру.
Работал в Институте автоматизации проектирования РАН в должности главного научного сотрудника и одновременно заведовал отделом проблем информатики и управления.
С 1973 года доцент, затем профессор МФТИ, с 1987 года на кафедре математических и информационных технологий (МИТ).

## Научный вклад
Специалист в области вычислительной математики; численных методов исследования жёстких нелинейных систем ОДУ; баллистики, управления движением и навигации летательных аппаратов в атмосфере; систем управления с элементами искусственного интеллекта.
Участник создания ускоренных алгоритмов расчёта комплексных задач аэродинамики, динамики относительного движения твёрдых тел и управления ими при действии импульсных возмущений.
Вместе с сотрудниками предложил быстродействующий метод, объединяющий численные и асимптотические методы расчёта, с помощью которого решён целый ряд задач проектирования и разработки программно-алгоритмического обеспечения исследований в области экспертных интеллектуализированных систем.
Доктор технических наук, профессор.
Умер в 2009 году в Москве.

## Награды и премии
- Премия Совета Министров СССР (1987).

## Научные труды
Автор более 100 научных трудов, в том числе 8 учебных пособий, сборника переводов и отраслевых справочных материалов.

### Сочинения
- Проектно-баллистические исследования действия импульсных возмущений на движущиеся в атмосфере твёрдые тела / Г. М. Лохов, С. И. Подзоров. — М. : ИАП, 1991. — 110,[7] с. : ил.; 20 см. — (Препринт. АН СССР, Ин-т автоматизации проектирования; N 5).
- Новые асимптотические методы расчёта быстрых вращений и колебаний ЛА в атмосфере при действии возмущений в комбинированном ускоренном алгоритме исследования плоского движения / Г. М. Лохов, С. И. Подзоров. — М. : ИАП, 1991. — 38,[3] с. : ил.; 20 см. — (Препринт. АН СССР, Ин-т автоматизации проектирования; N 004).
- Экономичные методы математического моделирования задач внешней баллистики / Г. М. Лохов, С. И. Подзоров, И. В. Янковский. — М. : ИАП, 1991. — 78 с. : ил.; 20 см.
- Математическое моделирование задач управления и навигации КА при спуске с орбиты ИСЗ и разработка программно-алгоритмического обеспечения бортовых вычислительных систем / П. А. Агаджанов, Г. М. Лохов, Л. П. Мухамедов. - М. : ИАП, 1992. - 125 с. : ил.; 20 см. - (Препринт. АН СССР, Ин-т автоматизации проектирования; N 6).

### Учебные пособия
- Проектно-баллистические исследования и синтез управления КА в атмосфере : [Учеб. пособие] / Г. М. Лохов. — М. : МФТИ, 1984. — 92 с. : ил.; 20 см.
- Методы численного исследования динамики полёта и управления твёрдым телом в атмосфере : Учеб. пособие / Г. М. Лохов, С. И. Подзоров; Моск. физ.-техн. ин-т. — М. : МФТИ, 1992. — 91 с. : граф.; 20 см; ISBN 5-230-10806-1
- Методы численного исследования жёстких систем нелинейных обыкновенных дифференциальных уравнений : Учеб. пособие / Г. М. Лохов, С. И. Подзоров, В. Вл. Щенников; Моск. физ.-техн. ин-т. — М. : МФТИ, 1994. — 140 с. : ил.; 20 см; ISBN 5-230-10859-2
- Диалоговая система в ОС ДИСПАК : Учеб. пособие / Е. А. Антипов, Г. М. Лохов. — Долгопрудный : МФТИ, 1979. — 59 с.; 20 см.
- Программирование на языке Си на супермини-ЭВМ : Учеб. пособие / С. А. Гутник, Г. М. Лохов, С. Ю. Пинчук; Моск. физ.-техн. ин-т. — М. : МФТИ, 1991. — 80 с.; 20 см.
- Быстродействующая цифровая электронно-вычислительная машина БЭСМ-6 : (Программирование, отладка и решение задач) : учебное пособие / Е. А. Антипов, Г. М. Лохов, В. Б. Пирогов; под ред. Д. А. Кузьмичёва. — Москва : МФТИ, 1981. — 83 с. : ил.; 21 см.
- Работа с фортранными и автокодными программами в МС «Дубна» в ОС ДИСПАК (ДИАПАК) : (Программир., отладка и решение задач на ЭВМ БЭСМ-6). Учеб. пособие / Е. А. Антипов, Г. М. Лохов, В. Б. Пирогов; Под ред. Д. А. Кузьмичёва. — М. : МФТИ, 1982. — 85 с.; 20 см.
- Методы численного исследования жёстких систем нелинейных обыкновенных дифференциальных уравнений : Учеб. пособие / Г. М. Лохов, С. И. Подзоров, В. Вл. Щенников; Моск. физ.-техн. ин-т (гос. ун-т). — 2-е изд. — М. : МФТИ, 1997. — 140 с. : ил.; 20 см; ISBN 5-7417-0059-4

### Избранные статьи
- Лохов Г. М., Подзоров С. И. Численное исследование движения твёрдых тел в атмосфере // ЖВМиМФ, 1987. Т. 27. № 2. С. 272-285.